# Cobubatha orthodoxica
Cobubatha orthodoxica là một loài bướm đêm trong họ Noctuidae.